# Daniel Timofte
Daniel Timofte (n. 1 octombrie 1967, Hunedoara, Hunedoara, România) este un fotbalist român retras din activitate, care a jucat pentru echipa națională de fotbal a României la Campionatul Mondial de Fotbal din 1990. În martie 2008 a fost decorat cu Ordinul „Meritul Sportiv” clasa a III-a, pentru rezultatele obținute la turneele finale din perioada 1990-2000 și pentru întreaga activitate.

## Cariera de fotbalist
Daniel Timofte a debutat în Divizia A cu Jiul Petroșani în 1986. În acel an, echipa din Petroșani a retrogradat, dar Daniel Timofte a pus umărul la promovarea echipei sezonul următor, având evoluții remarcabile, fapt ce i-a adus un transfer în 1989 la Dinamo București. În sezonul 1989-1990, obține cu Dinamo eventul. Daniel Timofte a mai jucat în Germania și Turcia, iar în anul 2000 a ales să se retragă din fotbalul profesionist.

## Echipa națională
Daniel Timofte a debutat la echipa națională de fotbal în 1990 într-un meci împotriva Egiptului, trecându-și numele pe tabela de marcatori. Are la activ 22 de prezențe la echipa națională, înscriind 2 goluri, ultimul meci în tricoul naționalei de fotbal a fost consemnat în anul 1995.